# Tychy
Tychy es una ciudad en Silesia, Polonia, aproximadamente a 20 kilómetros (12 millas) al sur de Katowice. Situada en el extremo sur del distrito industrial de Alta Silesia, la ciudad hace frontera con Katowice al norte, Mikołów al oeste, Bieruń al este y Kobiór al sur. El río Gostynia, un afluente del río Vístula, fluye a través de Tychy.
Desde 1999, Tychy se ha situado en el Voivodato de Silesia, una provincia que consiste en 71 ciudades regionales y ciudades. Tychy también es una de las ciudades fundadores de la Unión Metropolitana de Alta Silesia, una unión económica y política formada con el objetivo de llevar las áreas más populares de Silesia bajo un único organismo administrativo.
Tychy es conocida por su industria cervecera, que se remonta del siglo XVII. Desde 1950, Tychy ha crecido rápidamente, principalmente como un resultado de la posguerra comunista promulgada para dispersar la población de Alta Silesia.

## Distritos
- Cielmice (Tychy) (sur)
- Czułów (Tychy) (norte)
- Glinka (Tychy) (oeste)
- Jaroszowice (Tychy) (noreste)
- Mąkołowiec (noroeste)
- Paprocany (sur)
- Śródmieście (Tychy) (centro de la ciudad)
- Stare Tychy (centro)
- Suble (Tychy) (oeste)
- Urbanowice (Tychy) (este)
- Wartogłowiec (norte)
- Wilkowyje (noroeste)
- Wygorzele (Tychy) (norte)
- Zawiść (Tychy) (noreste)
- Zwierzyniec (Tychy) (norte)
- Żwaków (oeste)
- Osiedle "A(nna)" w Tychach

## Historia

### Etimología
El apodo Tychy se deriva de la palabra polaca cichy, que significa "calma" o "simple". El nombre es de alguna manera irónico considerando el crecimiento de la ciudad a partir de 1950.

### Orígenes y desarrollo
Originalmente creada como un asentamiento pequeño agrícola en la ruta comercial entre Oświęcim y Mikołów, Tychy se documentó por primera vez en 1467. En 1629, el primer rastro de actividad económica fue documentada en la Cervecería Książęcy, que ahora es una de las mayores fábricas de cerveza en Polonia.
Desde 1526 en adelante, el área en que Tychy se construyó era parte de la Monarquía de los Habsburgo de Austria. Esta situación terminó cuando Prusia tomó por la fuerza la tierra en 1742, antes de convertirse en el Imperio alemán entre 1871 y 1918. Durante un corto período entre 1918 y 1921, Tychy estaba dentro de la frontera de ahora la República de Weimar y todavía parte de la Provincia de Silesia, sólo asegurando su lugar en la Segunda República Polaca después de los levantamientos armados de Silesia (1919 hasta 1921).
Poco después de su regreso al territorio polaco, Tychy comenzó a desarrollar un pequeño asentamiento urbano, con la adquisición de un hospital, estación de bomberos, una oficina de correos, una escuela, una piscina, una bolera y un número de tiendas y restaurantes. Su población también creció entre la Primera Guerra Mundial y la Segunda Guerra Mundial, llegando a 11,000 en su punto más alto durante ese tiempo.

### 1939 a 1945: Invasión y ocupación
Junto con el resto de los sectores industriales de Alta Silesia, Tychy fue ocupada por las fuerzas nazis después de la invasión de Polonia y fue absorbida por el Tercer Reich, mientras que muchos de sus habitantes que no fueron expulsados o exterminados, se vieron obligados a cambiar su nacionalidad al alemán para cumplir con las políticas racistas de la Alemania nazi. Afortunadamente la ciudad recibió poco daño durante la invasión, gracias en gran parte al hecho que la mayoría de los lugares tuvieron lugar en el área de Mikołów-Wyry.

### Nueva Tychy

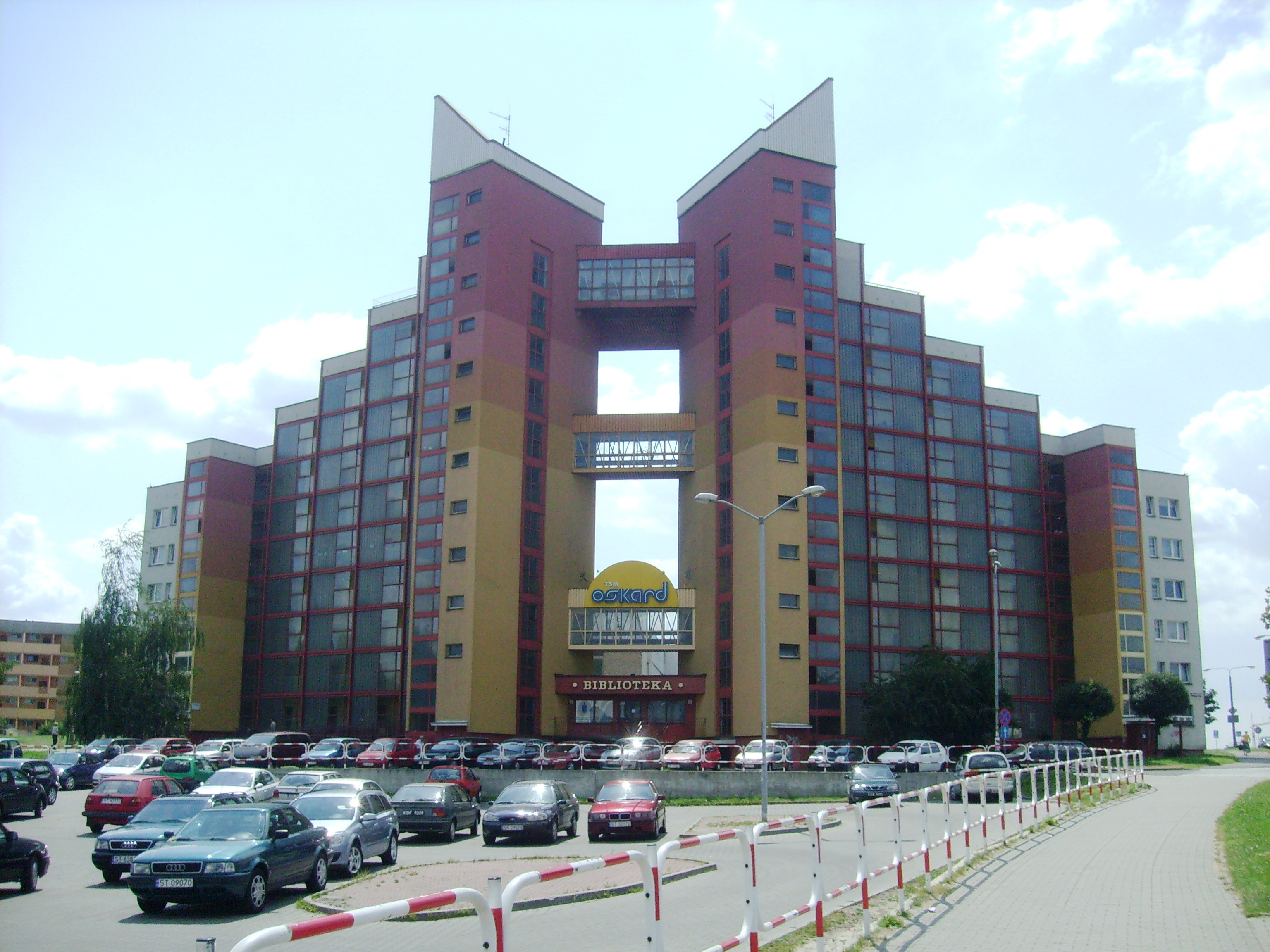
La puerta del sol

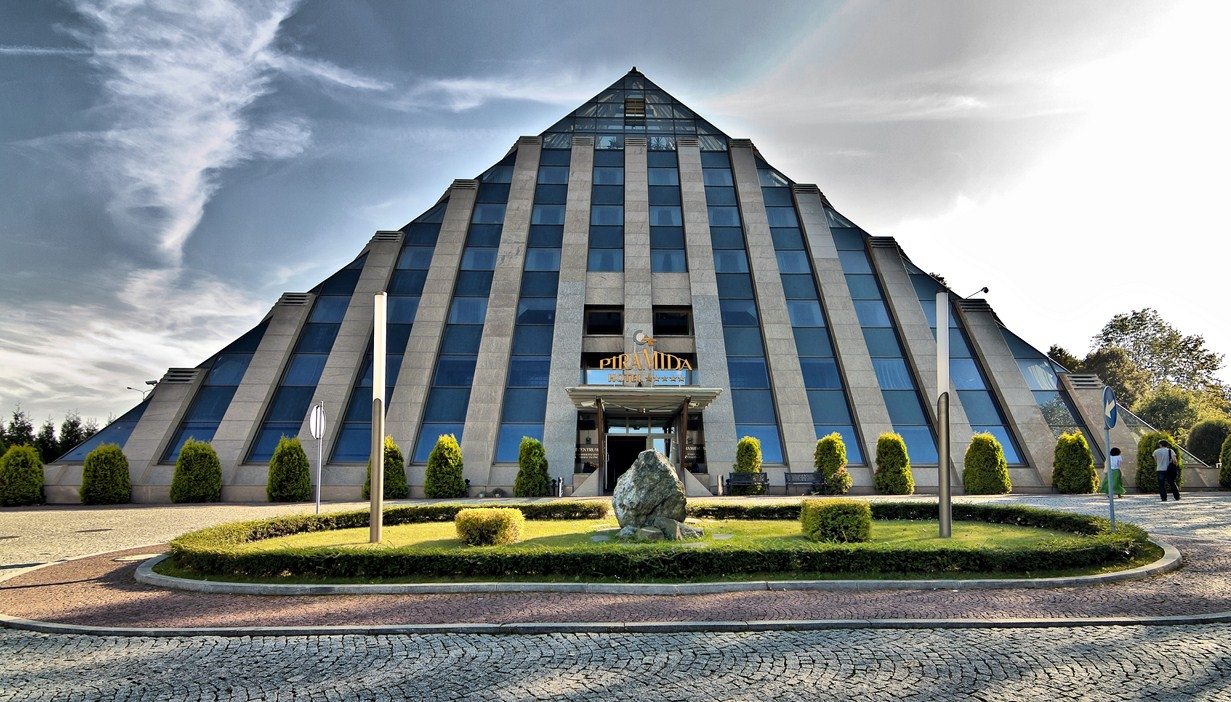
Hotel "Piramida"

La "Nueva Ciudad" fue designada por el gobierno polaco en 1950 y deliberadamente situada cerca de Katowice con la intención que no sería una ciudad autosuficiente. Tychy es la mayor de las llamadas "ciudades planificadas" en Polonia y fue construida en 1950 a 1985 para permitir una expansión urbana en el sureste de la región industrial de Upper Silesia. Para el año 2006, la población había llegado a 132,500.
El diseño y planificación de Nueva Tychy fue confiada a Kazimierz Wejchert y su esposa Hanna Adamczewska-Wejchert.
En las reformas administrativas que entraron en vigor en 1999, Tychy fue hecha una ciudad con el estado de powiat. Desde 1999-2002 fue la sede administrativa de (pero no parte de) una entidad llamada Condado de Tychy; es conocido como el Condado de Bieruń-Lędziny. Tychy está hermanada con la ciudad de Milton Keynes, Reino Unido.
Una gran fábrica de Fiat Group está localizada en Tychy, con la producción de cerca de medio millón de coches en 2008. El auto 500 fue hecho exclusivamente en Tychy. Otro modelo hecho en Tychye, es el Fiat Panda.
Desde mayo de 2011, en Tychy comenzará la producción del primer modelo de esta marca - Lancia Ypsilon.

## Personas notables
Tychy ha sido el lugar de nacimiento y hogar de notables personas, en el pasado y presente. El escultor August Kiss (1802-1865) nació en Paprotzan, Prusia, que ahora está situado en Tychy. Kiss esculpió la iglesia St. Adalbert en el vecindario de Mikołów. Augustyn Dyrda (nacido en 1926) es un escultor que actualmente vive en la ciudad y es conocido por su realismo socialista y trabajos modernistas, incluyendo en ellos a Tychy.
El Soldado Roman Polko (nacido en 1962) es un hijo de Tychy cuyos logros tienen importancia nacional. Su distinguida carrera lo ha llevado al puesto de Jefe en la Oficina de Polonia de Seguridad Nacional.

### Personas de la ciudad
- Adam Juretzko, luchador
- August Kiß, escultor
- Bartosz Karwan, futbolista
- Józef Krupiński, letrista
- Krzysztof Oliwa, jugador de hockey sobre hielo
- Lucyna Langer, mujer atleta
- Lukas Sinkiewicz, futbolista
- Mariusz Czerkawski, jugador de hockey sobre hielo
- Roman Ogaza, futbolista
- Ryszard Riedel, músico, vivió allí
- Ireneusz Krosny, comediante pantomima
- Arkadiusz Milik, futbolista

## Deportes
- GKS Tychy Club de Fútbol